# سو مكينتوش
سو مكينتوش (بالإنجليزية: Sue McIntosh)‏ هي ممثلة أسترالية، ولدت في 1946.

## وصلات خارجية
- سو مكينتوش على موقع IMDb (الإنجليزية)